# کاتسومی اوتاکی
کاتسومی اوتاکی (ژاپنی: 大滝 勝巳؛ زادهٔ ۹ ژوئن ۱۹۶۹) یک بازیکن فوتبال اهل ژاپن است.
از باشگاه‌هایی که در آن بازی کرده‌است می‌توان به باشگاه فوتبال شیمیزو اس-پالس اشاره کرد.